# Ulica Wrocławska w Opolu

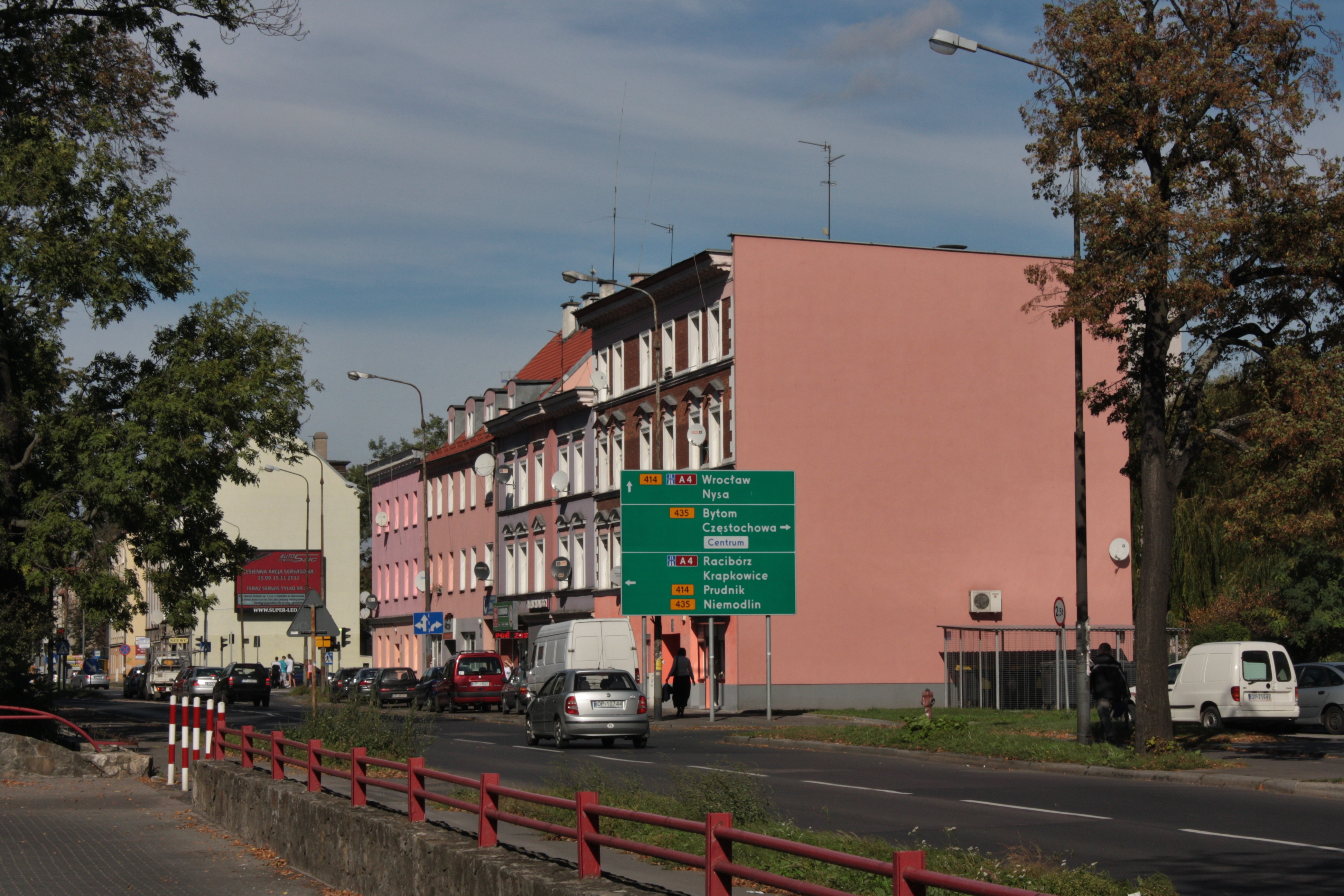
Fragment zabudowy na ulicy Wrocławskiej

Ulica Wrocławska (do 1945 r. Breslauer Strasse) – jedna z głównych ulic wylotowych w Opolu, do lutego 2007 r. stanowiła miejski fragment drogi krajowej nr 94, obecnie łącznik między Opolem a obwodnicą; ma status drogi wojewódzkiej nr 414 od skrzyżowania z ul. Niemodlińską do granica miasta.
Przy ul. Wrocławskiej znajduje się Muzeum Wsi Opolskiej oraz Centrum Handlowe Karolinka. Ulica Wrocławska od skrzyżowania z ul. Wspólną za skrzyżowanie z ul. Partyzancką jest drogą dwujezdniową.